# Biberacher Schützenfest

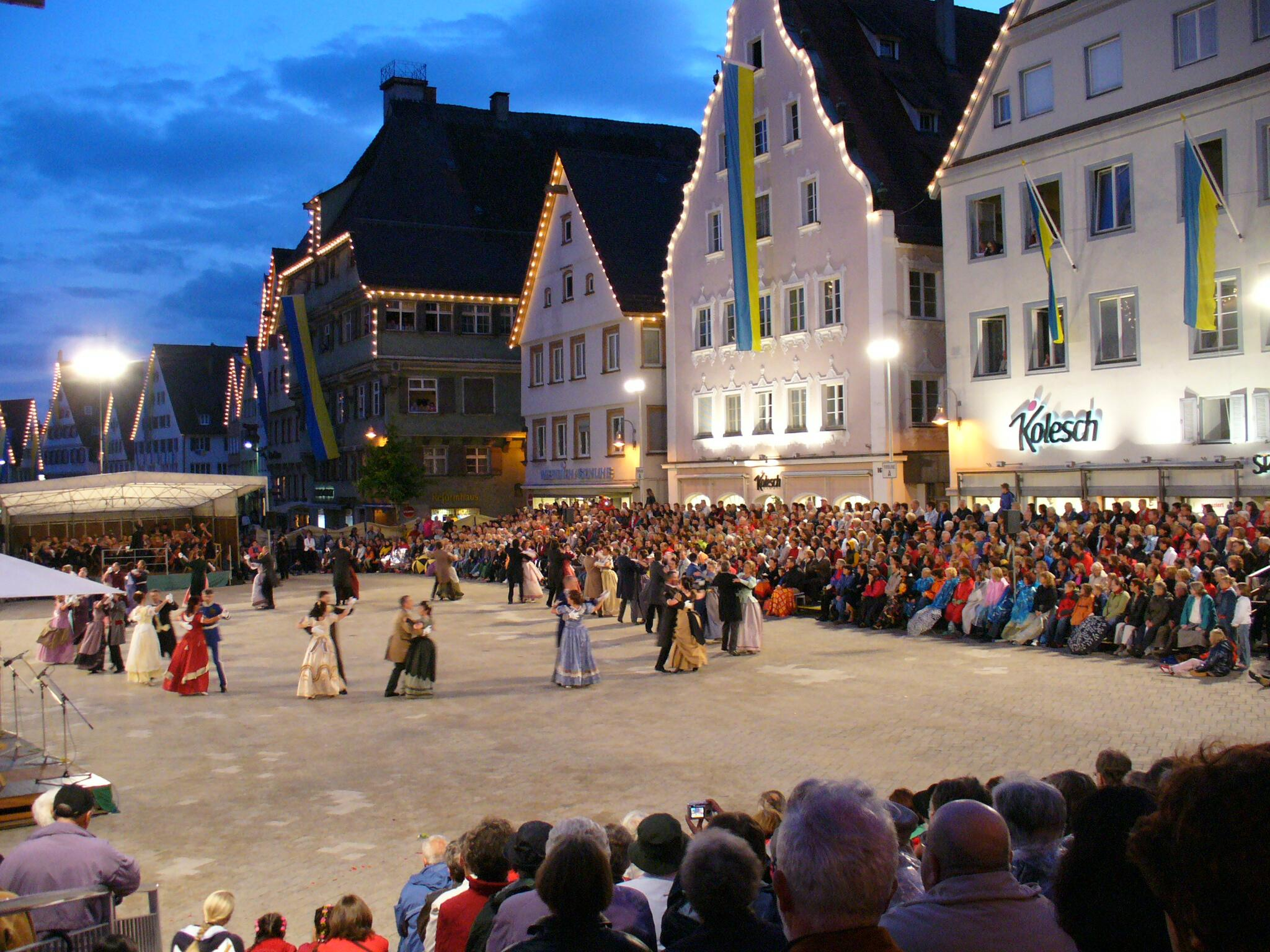
Baile a través de los siglos ("Tanz durch die Jahrhunderte")

El "Biberacher Schützenfest" es la feria en Biberach un der Riß. Se celebra anualmente en el mes de julio y estuvo mencionado por primera vez en un protocolo oficial en 1668. Durante una duración de 9 días hay varios espectáculos, la mayoría con fondo histórico, pero también con música y danzas modernas. Además la feria tiene muchas actividades para que niños y alumnos puedan divertirse y participar. En la feria, los visitantes pueden disfrutar varios atracciones, entre ellas atracciones gastronómicas (de comida típica del lugar), una carpa de cerveza y varios cervecerías históricas al aire libre ("Bierkeller") con música en vivo.
Durante del festival, los niños y los adolescentes realizan el "Schützentheater" con obras cambiadas cada año anuales, p. ej. cuentos de los Hermanos Grimm.

## Historia

### Origen y nomenclatura
A pesar de la igualdad en nombrar, no hay A pesar de la igualdad en la denominación, no hay relación entre el Biberacher Schützenfest y los festivales con el mismo nombre en el oeste y el norte de Alemania. Se desconoce el origen exacto de la tradición y el nombre. Se supone que el evento original se celebró como un festival escolar, así como un día conmemorativo de la peste y la muerte negra.: 276  El nombre se deriva probablemente del lugar, el llamado "Schützendberg" (rifleman hill, el nombre de la parte exterior / inferior de la colina Gigelberg).

## Destacados
La semana del festival está cubierta por varios eventos celebrados en toda la ciudad, principalmente en y alrededor del centro de la ciudad.

### Ceremonia de apertura
Durante la ceremonia de apertura, la llamada "Abnahme", las bandas de música de las escuelas locales, así como las bandas afiliadas (principalmente dirigidas y tocadas por alumnos) demuestran sus habilidades frente a una amplia audiencia (incluidos los funcionarios) en el mercado de Biberach. La ceremonia termina con la apertura oficial del Schützenfest donde todos, participantes, funcionarios y visitantes, cantan juntos el himno local no oficial "Todo es alegría a mi alrededor".

### Desfiles

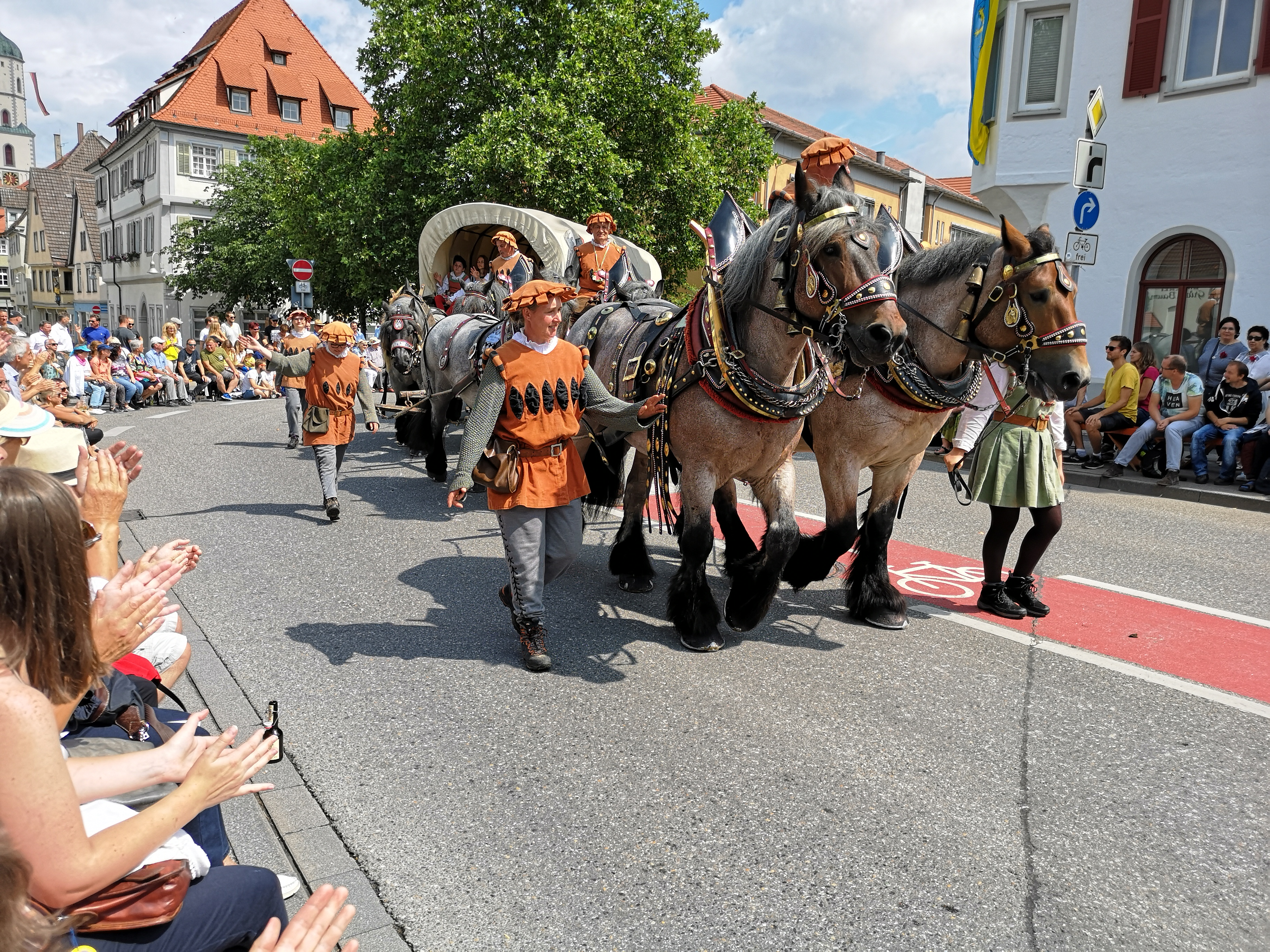
Transporte dibujado caballar en un desfile en el Biberacher Schuetzenfest

Varios desfiles se llevan a cabo durante la semana del festival, como un desfile para grupos de edad que celebran cumpleaños importantes en el mismo año, un desfile dedicado a los alumnos y dos desfiles históricos que demuestran y narran la historia de la ciudad.
Los grupos históricos en los desfiles están acompañados por grandes grupos de música y bandas de música, de pueblos locales de la ciudad, así como de escuelas locales. Muchos grupos incluyen animales en sus temas, como caballos (hasta 200), ponis, cabras, vacas y aves silvestres.

### Vida de campamento
Al final de los desfiles históricos, algunos grupos se unen para demostrar la vida del antiguo campamento en la colina Gigelberg, donde cocinan en fogatas, alimentan a sus caballos y bailan junto con música en vivo.

### Baile a través de los siglos
En tres noches durante la semana del festival, varios grupos de baile realizan el "baile a lo largo de los siglos" en el mercado de Biberach. En el evento de baile con música en vivo, los grupos guían a la audiencia a través de diferentes épocas de baile, cubriendo danzas de granjeros, danzas renacentistas y danzas de la era rococó , pero también danzas modernas como charleston , rock'n'roll y break dance .

### Parque de diversiones

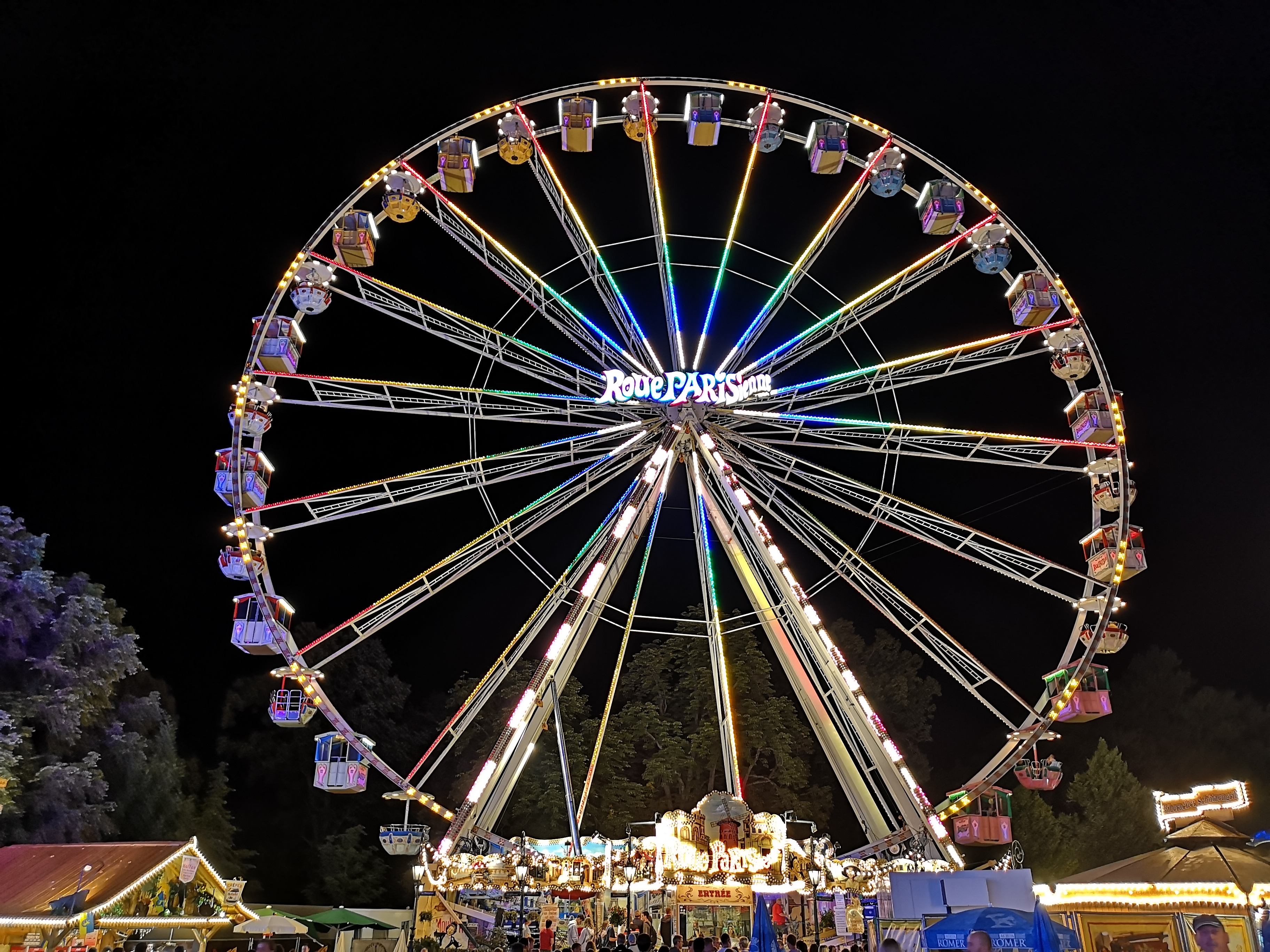
Noria en el parque de diversiones del Biberacher Schützenfest

El recinto ferial en la colina de Gigelberg ofrece varios juegos para niños y adultos, así como puestos con juegos y una amplia variedad de comida típica del lugar.

### Fuegos artificiales
El viernes hacia el final de la semana del festival, la gente puede ver los grandes fuegos artificiales (disparados desde la colina Gigelberg hacia el cielo de Biberachs) desde la colina misma, desde el centro de la ciudad o desde varios lugares elevados alrededor de la ciudad.

### Schützentheater
El Schützentheater es un teatro representado por niños y adolescentes poco antes, durante y algunos días después de la semana del festival.

## Literatura
Varias publicaciones cubren la historia del "Biberacher Schützenfest" y del "Schützentheater", publicado por Fritz Kolesch, Achim Zepp y Christa Graupner (entre otros).